# Drymonia dodonides
Drymonia dodonides là một loài bướm đêm thuộc họ Notodontidae. Nó được tìm thấy ở Nhật Bản.
Sải cánh dài 32–35 mm.